# 本田弘
本田 弘（ほんだ ひろし、1935年3月11日 - ）は、日本の行政学者、日本大学名誉教授。

## 略歴
福島県会津若松市出身。1964年明治大学大学院政治学専攻博士課程修了、1978年「現代都市行政論 都市化過程と行政変動」で政治学博士。
日本大学法学部助教授、教授。2005年定年となり、名誉教授。1974年日本都市学会奥井賞受賞。

## 著書
- 『現代都市行政論 都市化過程と行政変動』評論社 1971
- 『市民参加 芽ばえる住民自治』日本経済新聞社(日経新書)1972
- 『市民参加の政治学』日本評論社 1975
- 『参加型分権化の地方自治』評論社 1981
- 『政治理論の構造』勁草書房 1982
- 『自治体変革論』学文社 1985
- 『情報公開制度論 地方行政における公開システム』北樹出版 1988
- 『現代地方自治の機能と役割』ぎょうせい 1990
- 『平成新時代と地方自治 プロデュース型行政の確立に向けて』北樹出版 1993
- 『現代行政の構造』勁草書房 1994
- 『行政広報 その確立と展開』Sanwa 1995
- 『大都市制度論 地方分権と政令指定都市』北樹出版 1995
- 『都市行政の構造と管理』勁草書房 2003

### 共編著
- 『都市問題』有末武夫共著 学文社 社会学叢書 1972
- 『現代政治の基本知識』浦野起央共編著 北樹出版 1985
- 『自治体の行政サービス 「公」・「共」・「私」の役割分担』江口清三郎、太田武、小口進一、竹下護ほか共著 日本都市センター編 学陽書房 1986
- 『行政管理のシステム』編著 勁草書房 1993
- 『現代行政管理の論点』編著 行政管理研究センター 2001
- 『地方分権下の地方自治 どこがどのように変わるのか』下條美智彦共編著 公人社 2002
- 『現代日本の行政と地方自治』編著 法律文化社(シリーズ日本の政治) 2006

### 翻訳
- D.E.ブランド, K.W.ワトキンス『イギリスは甦るか 政治経済の分析と展望』安世舟,森尾忠憲共訳 サイマル出版会 1973
- マーク・ケッセルマン『地方政府と政治過程 フランス地方自治の研究』時潮社 1981
- セイデルマン『アメリカ政治学の形成 政治学とアメリカの危機:1884年～1984年』監訳 三嶺書房 1987
- ジェームズ・ファ, レイモンド・セイデルマン編著『アメリカ政治学の展開 学説と歴史』秋山和宏,入江正俊,藤原孝,石川晃司共訳 Sanwa 1996
- ハーバート・A.サイモン,クラレンス・E.リドレー『行政評価の基準 自治体活動の測定』北樹出版 1999